# Daudnagar
Daudnagar är en ort i Indien.   Den ligger i distriktet Aurangābād och delstaten Bihar, i den nordöstra delen av landet, 800 km sydost om huvudstaden New Delhi. Daudnagar ligger 97 meter över havet och antalet invånare är 41 236.
Terrängen runt Daudnagar är mycket platt. Runt Daudnagar är det tätbefolkat, med 659 invånare per kvadratkilometer. Daudnagar är det största samhället i trakten. Trakten runt Daudnagar består till största delen av jordbruksmark.